# جرن الأسود تحتاني (الرقة)
جرن الأسود تحتاني قرية سورية تتبع ناحية عين عيسى في منطقة تل أبيض في محافظة الرقة. بلغ عدد سكانها 790 نسمة في عام 2004 حسب إحصاء المكتب المركزي للإحصاء.